# Sägmühle (Auerbach in der Oberpfalz)
Sägmühle ist ein Gemeindeteil der Oberpfälzer Stadt Auerbach in der Oberpfalz im Landkreis Amberg-Sulzbach in Bayern; der Weiler ist nordwestlich der Stadt gelegen und vom Stadtmittelpunkt etwa 3,8 km entfernt.

## Geschichte
Das Areal der Sägmühle gehörte seit der Gründung von Kloster Michelfeld durch Bischof Otto von Bamberg im Jahre 1119 zu dem Kloster. Die Klostermühle liegt an einem Mühlgraben, der aus dem Speckbach gespeist wird; zwischen der Mühle und dem Klostergebäude befindet sich die sogenannte Brüllwiese. Die Klostermühle wurde im Juni 1803 im Zuge der Säkularisation mitsamt der Brüllwiese an Privatpersonen versteigert. Die Mühle und das Sägewerk wurden nach dem Zweiten Weltkrieg von den Brüdern Hans und Lorenz Buchfelder betrieben, ebenfalls die dazugehörende Landwirtschaft. Die Brüllwiese steht heute im Eigentum der Familie Regn. Bei der Kirchweih im Oktober stellt die Familie Regn die Wiese für das Baumaufstellen, Austanzen und die Kürung des Oberkirwapaars zur Verfügung.
Sägmühle gehörte bis 30. April 1978 zusammen mit Hämmerlmühle, Hammerberg, Michelfeld, Niedernhof, Pferrach, Rosenhof, Saaß und Staubershammer zur politischen Gemeinde Michelfeld. Diese wurde im Zuge der Gemeindegebietsreform am 1. Mai 1978 in die Stadt Auerbach eingegliedert.

## Sehenswürdigkeiten
Das Sägmühlengebäude steht unter Denkmalschutz (Aktennummer D-3-71-113-112); es wird als zweigeschossiger und verputzter Massivbau mit einem Krüppelwalmdach aus dem 18. Jahrhundert beschrieben.